# Vaccinium paucicrenatum
Vaccinium paucicrenatum är en ljungväxtart som beskrevs av Herman Otto Sleumer. Vaccinium paucicrenatum ingår i Blåbärssläktet, och familjen ljungväxter. Inga underarter finns listade i Catalogue of Life.